# 킹덤4: 대장군의 귀환
킹덤4: 대장군의 귀환(일본어: キングダム 大将軍の帰還, Kingdom: The Return of the Great Shogun)는 2024년 7월 12일에 개봉된 일본 영화이다. 하라 야스히사의 만화 킹덤을 원작으로 한다. 야마자키 켄토 주연의 영화 『킹덤』 시리즈의 네 번째이자 마지막 장으로, 2023년 개봉한 『킹덤3: 운명의 불꽃』의 속편이다.

## 개요
2023년 9월 12일, 이 작품의 출연진 중 두 명인 야마자키 켄토와 요시자와 료가 전작 『킹덤3: 운명의 불꽃』의 속편이 될 네 번째 작품의 공개를 공식 발표했다. 12월 13일, 이 영화의 속편이자 시리즈의 네 번째 작품인 『킹덤4: 대장군의 귀환』이 2024년 7월 12일에 공개될 것이라고 발표했다.

## 출연
- 야마자키 켄토 - 신 역
- 요시자와 료 - 영정 / 표 역
- 하시모토 칸나 - 하료초 역
- 세이노 나나 - 강외 역
- 오카야마 아마네 - 미평 역
- 미우라 타카히로 - 미도 역
- 하마츠 타카유키 - 사와 케이 역
- 마카베 츠나요시 - 하이로우 역
- 히데노부 - 테르하스 역
- 하지메 요시히사 - 류카와 역
- 다나카 미오 - 후치 역
- 와타나베 쿠니토 - 쇼카 역
- 나가사와 마사미 - 양단화 역
- 하기와라 토시히사 - 몽의 역
- 사쿠마 유이 - 카이네 역
- 무라카와 에리 - 유리 역
- 사쿠라이 히나코 - 동미 역
- 야마다 유키 - 만극 역
- 킷카와 코지 - 방난 역
- 아라키 유코 - 규 역
- 타카시마 마사히로 - 창문군 역
- 카나메 준 - 등 역
- 가토 마사야 - 사씨 역
- 히라야마 유스케 - 몽무 역
- 타카하시 미츠오미 - 간앙 역
- 야마모토 코지 - 조장 역
- 쿠사카리 마사오 - 소왕 역
- 타마키 히로시 - 창평군 역
- 사토 코이치 - 여불위 역
- 오구리 슌 - 이목 역
- 오오사와 타카오 - 왕기 역
- 하기와라 리쿠

## 스태프
- 원작 - 하라 야스히사 「킹덤」 (슈에이샤의 「주간 영 점프」에 연재)
- 감독 - 사토 신스케
- 각본 - 쿠로이와 츠토무, 하라 야스히사
- 음악 - 야마타 유타카
- 주제가 - ONE OK ROCK 「Delusion:All」
- 배급사 - 도호, 소니 픽처스 엔터테인먼트 재팬
- 제작 - CREDEUS
- 제작 - 「킹덤」 제작위원회(슈에이샤, 니혼 텔레비전 네트워크, 소니 픽처스 엔터테인먼트, 도호, 요미우리 텔레비전 방송, GYAO, 크레데우스, JR 동일본 기획, 도큐 에이전시, 하쿠호도, 피에로, 삿포로 텔레비전 방송, 미야기 텔레비전 방송, 시즈오카 제일 텔레비전, 주쿄 텔레비전 방송, 히로시마 텔레비전 방송, 후쿠오카 방송)

## 수입사
- 도키엔터테인먼트